# 勝南郡
勝南郡是過去位於岡山縣東北部的一郡，已於1900年4月1日與勝北郡合併為勝田郡。
過去的範圍包括現在的勝央町西部地區、津山市東南部地區、美作市西部地區、美咲町東部地區。

## 歷史
在令制國時代最初為美作國勝田郡的一部份，後來，勝田郡被分割為勝南郡和勝北郡。

### 沿革
- 1889年6月1日：實施町村制，勝南郡下設：勝田村、高取村、大崎村、河邊村、豐國村、湯鄉村、公文村、飯岡村、北和氣村、南和氣村 。（10村）
- 1891年2月27日：勝田村改名為勝間田村。
- 1900年4月1日：勝南郡和勝北郡合併為勝田郡。